# 私人草案
私人草案（Private member's bill）在英國議會體制是指由議員主動提出的法案，以區別於由政府提出的法案（government bill）。在西敏制中，大多數法案是由行政部門提出的“政府法案”，然而預留了一些時間給私人草案。在英國議會有制定私人草案的悠久歷史。相比之下，愛爾蘭共和國的議會很少通過私人草案，絕大多數通過的法案都是由內閣成員提出的。

## 外部連結
- 私人條例草案條例